# 자연절경지역
자연절경지역(Area of Outstanding Natural Beauty, AONB)은 현저한 경관 가치를 보존하고자 지정한 잉글랜드, 웨일스, 북아일랜드의 시골지역이다.  스코틀랜드에서는 이와 유사한 국립경관지역(national scenic area, NSA)을 지정한다.

잉글랜드와 웨일스의 자연절경지역

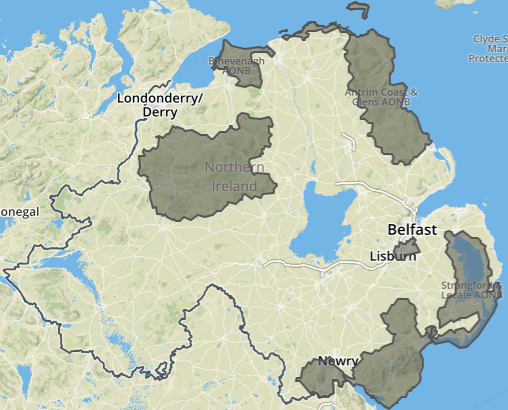
북아일랜드의 자연절경지역